# Gaetano Veneziano
Gaetano Veneziano ( Bisceglie, 1656 - Napels, 15 juli 1716) was een Italiaans componist. Zijn zoon is Giovanni Veneziano, tevens componist. 

## Biografie
Gaetano Veneziano studeerde bij Francesco Provenzale aan het Conservatorio Santa Maria di Loreto in Napels, waar hij in 1684 werd benoemd tot " maestro di cappella " . Hij versloeg in 1704 Cristoforo Caresana in een sollicitatie om Alessandro Scarlatti op te volgen als maestro van de koninklijke kapel van Napels. Na slechts drie jaar verloor hij de post toen Napels werd bezet door de Spanjaarden. 